# Paulinho da Viola

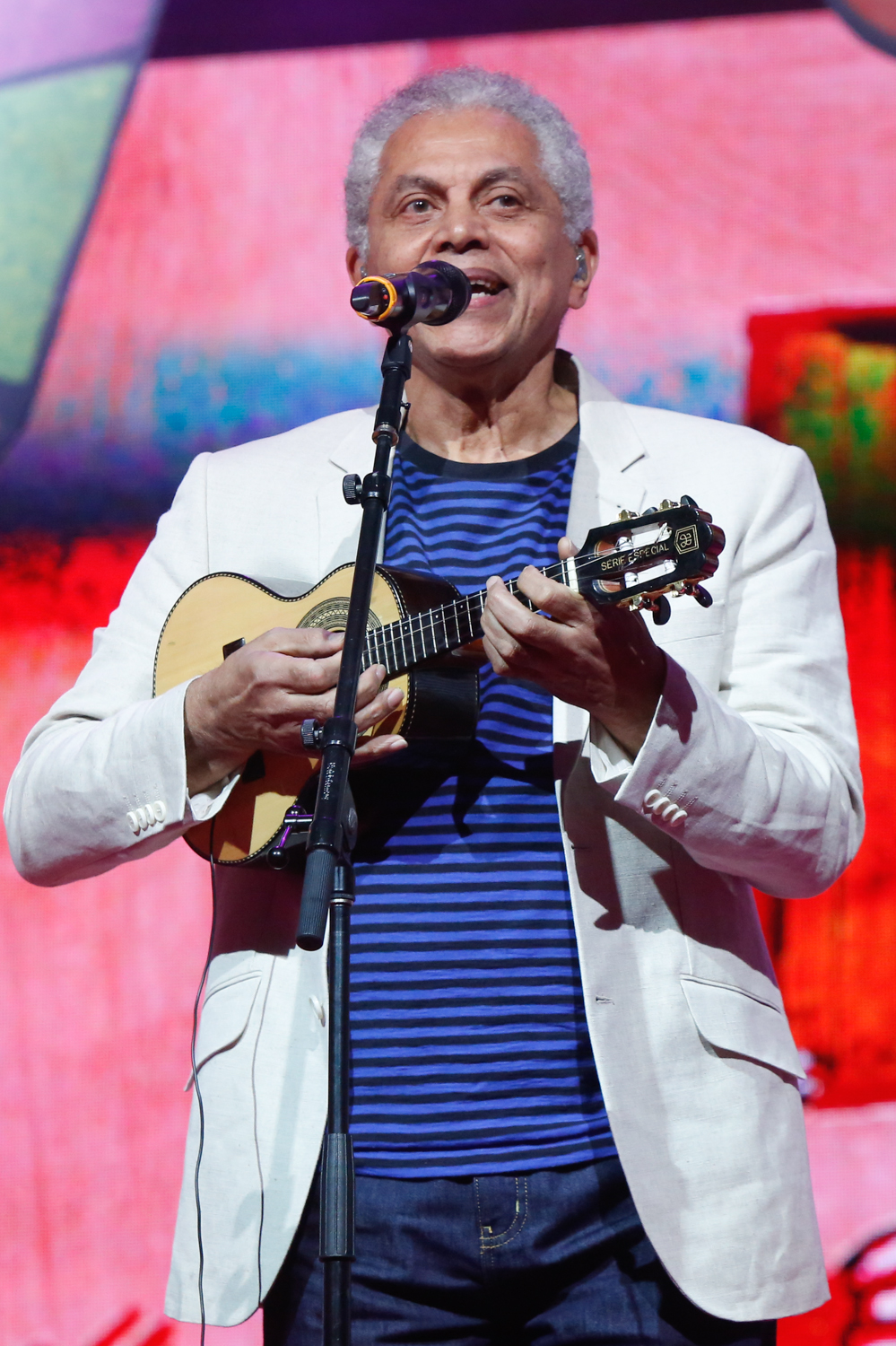
Paulinho da Viola (2014)

Paulinho da Viola (* 12. November 1942 in Rio de Janeiro), eigentlich Paulo César Batista de Faria, ist ein brasilianischer Musiker, Sänger und Komponist. Er spielt Gitarre, Cavaquinho und Mandoline.

## Werdegang
Viola wuchs in einer musikalischen Familie auf; sein Vater, der Gitarrist César Faria, gehörte zu der Choro-Gruppe Época de Ouro. Gegen den Rat seines Vaters wurde er auch Gitarrist; er erhielt Unterricht durch den Komponisten Zé Maria und wurde stark beeinflusst durch Chico Soares, den er 1959 traf. Nachdem er zu anderen Sambaschulen gehört hatte, holte ihn sein Kusin Oscar Bigode 1963 in seine Conjunto Portela. Neben seiner Tätigkeit als Instrumentalist (zunächst als Amateur) begann er, Sambas zu komponieren und ab 1964 erfolgreich aufzuführen. 1965 steuerte er für das Album Roda de Samba drei Kompositionen bei. Im Folgejahr gewann sein Titel „Memórias de um Sargento de Milícias“ den Wettbewerb Carioca Carnival. Weitere Kompositionen von ihm wurden bei anderen Wettbewerben ausgezeichnet, so 1969 „Sinal Fechado“.
Seit 1966 erschienen Alben unter eigenem Namen, aber erst das Album Bebadosamba, das er nach mehreren Jahren Studioabstinenz 1996 aufnahm, verkaufte mehr als 100.000 Einheiten und wurde mit einer Goldenen Schallplatte ausgezeichnet. Viola war auch international auf Tournee, etwa 1972 mit Maria Bethânia und Sebastião Tapajós in Australien.

## Filmische Rezeption
Im Jahr 2003 entstand unter der Regie von Izabel Jaguaribe der Dokumentarfilm Meu tempo é hoje (deutscher Titel: Paulinho da Viola, der Prinz des Samba), der den Menschen Paulinho da Viola und seine Musik porträtiert.

## Diskografie
Alben
- 1965: Rosa de Ouro
- 1966: Conjunto „A voz do morro“ Roda de Samba Vol. 1
- 1967: Rosa de Ouro Vol. 2
- 1968: Conjunto „A voz do morro“ Os Sambistas
- 1968: Paulinho da Viola e Elton Medeiros, Samba na Madrugada
- 1968: Paulinho da Viola
- 1970: Foi Um Rio Que Passou em Minha Vida
- 1971: Paulinho da Viola
- 1971: Paulinho da Viola
- 1972: Dança da Solidão
- 1973: Nervos de Aço
- 1975: Paulinho da Viola, conhecido também como „Amor à Natureza“
- 1976: Memórias Chorando
- 1976: Memórias Cantando
- 1978: Paulinho da Viola
- 1979: Zumbido
- 1981: Paulinho da Viola
- 1982: A Toda Hora Rola Uma estória
- 1983: Prisma Luminoso
- 1989: Eu canto Samba
- 1993: Paulinho da Viola & Ensemble (Internacional)
- 1996: Bebadosamba (BR: Gold)[1]
- 1997: Bebadachama (Ao vivo)
- 1999: Sinal Aberto com Toquinho
- 2003: Meu tempo é Hoje (Trilha Sonora)
- 2007: MTV Acústico Paulinho da Viola

Singles
- 1970: Foi um rio que passou em minha vida (BR: Gold)

Videoalben
- 2007: MTV Acústico Paulinho da Viola (BR: Gold)